# Décès en mars 1943
Décès
- 1939
- 1940
- 1941
- 1942
- 1943
- 1944
- 1945
- 1946
- 1947

Pour une information complémentaire, voir la page d'aide.

| Date    | Nom                  | Pays                    | Activités                                                   | Âge | Source |
| ------- | -------------------- | ----------------------- | ----------------------------------------------------------- | --- | ------ |
| 3 mars  | Pierre-Marie Gaurand | Drapeau de la France    | Homme politique français.                                   | 57  |        |
| 15 mars | Gregoria de Jesús    | Drapeau des Philippines | Femme politique philippine indépendantiste, vice-présidente | 67  |        |
| 19 mars | Frank Nitti          | Drapeau des États-Unis  | Gangster italo-américain.                                   | 57  |        |